# Aborto em Cuba
Em Cuba o aborto é legalizado desde 1965. A mulher grávida pode abortar sem restrições até a 10ª semana de gestação, sem precisar de um motivo para isso.
Vários jornais e meios de comunicação consideram que o número de abortos realizado em Cuba é excessivo. De acordo com o médico cubano Miguel Sosa, presidente da  Sociedade Científica Cubana para o Desenvolvimento da Família (SOCUDEF), o aborto em Cuba "é fácil, seguro, cômodo e gratuito", porém o país "considera o aborto como um problema de saúde e quer lutar para reduzi-lo". Muitas mulheres chegam ao término de sua vida fértil tendo realizado mais de um aborto voluntário e, ao mesmo tempo, insatisfeitas por não terem tido o número de filhos que desejavam ter.

## História
Antes de 1959, provocar um aborto só era legal em caso de perigo de vida à mulher grávida, em caso de estupro ou pela transmissão de doenças hereditárias, porém era frequentemente praticado ilegalmente como método contraceptivo. Em 1961, o Ministério de Saúde Pública adota uma interpretação do Código de Defesa Social que amplia o acesso ao aborto em todos os hospitais do Sistema Nacional de Saúde (SNS), onde o atendimento era gratuito. Em 1979, um novo código penal é publicado, e o aborto se torna gratuito e é realizado a toda gestante que o solicitar ao SNS.

## Consequências da legalização
Entre as principais consequências da legalização, estão a queda da mortalidade materna e da taxa de fecundidade. A partir da legalização em 1965, a mortalidade materna declinou muito com relação aos de 120 mortes por 100 mil nascidos vivos da época. Os números atuais variam de fonte para fonte. De acordo com o World Factbook da CIA, em 2010 a mortalidade era de 73 e em 2008 era de 53. No entanto, os dados oficiais do Escritório Nacional de Estatística de Cuba (ONE) são diferentes, afirmando que, em 2010, para cada 100 000 nascidos vivos, 43,1 mulheres grávidas morreram e, em 2008, foram 46,5 mortes.
O aborto é uma das causas minoritárias da mortalidade infantil em Cuba. De acordo com a ONE, em 2010, da taxa de mortalidade materna de 43,1 o aborto foi responsável por apenas 2,3 dessas mortes. Entre 2005 e 2010, o aborto causou a maior quantidade de mortes em 2008, sendo 6,5 mortes causadas pelo aborto para 46,5 mortes; e o menor número em 2009, sendo 1,5 mortes causadas pelo aborto para 46,9 mortes ao todo. Em 2012, Cuba comemorou uma baixíssima taxa de mortalidade materna, de 21,5.
A legalização do aborto também é por vezes apontada como uma das causas da diminuição da taxa de fecundidade de Cuba a partir da década de 1970. Em 1963, a taxa de filhos por mulher era de 4,7, número que caiu para 1,5 em 1992, e era de 1,46 em 2013. Porém, mesmo estando com uma taxa baixíssima, as mulheres cubanas tem mais filhos que as mulheres de países como Itália e Grécia.

## Métodos abortivos
Em um estudo realizado entre 1991 e 1993, 249 mulheres cubanas grávidas realizaram um aborto, seja ele cirúrgico ou medicamentoso, desde que menos de 56 dias tivessem passado desde o início de seu último ciclo menstrual. Quase todas as mulheres que escolheram o aborto cirúrgico o fizeram por ser mais simples e rápido, 44% disseram que o escolheram por ser menos doloroso. Do outro lado, 69% das mulheres que escolheram o aborto medicamentoso o fizeram por considerá-lo mais seguro, e 44% por não ter que passar por cirurgia. As mulheres podiam escolher até três motivos.
No final do estudo, 59% das mulheres que realizaram o aborto medicamentoso disseram estar muito satisfeitas, e 24% disseram estar satisfeitas. Porém, 54% das que realizaram o cirúrgico disseram estar apenas satisfeitas, e 40% disseram estar muito satisfeitas. Independente do método utilizado, 84% das mulheres disseram que utilizariam o mesmo método caso tivessem que realizar um aborto novamente.

## Abortos por ano
| Ano  | Abortos para cada 1 000 mulheres em idade fértil | Total de abortos |
| 2005 | 19,1                                             |                  |
| 2006 | 20,8                                             | 67 903           |
| 2007 | 20,4                                             |                  |
| 2008 | 23,0                                             |                  |
| 2009 | 26,3                                             | 84 687           |